# Forsan
Forsan è un centro abitato degli Stati Uniti d'America situato nella contea di Howard dello Stato del Texas.
La popolazione era di 210 persone al censimento del 2010.

## Geografia fisica
Forsan è situata a 32°06′34″N 101°21′56″W (32.109359, -101.365531), lungo la FM 461 nel sud est della contea di Howard, circa dodici miglia a sud est di Big Spring.
Secondo lo United States Census Bureau, ha un'area totale di 0,3 miglia quadrate (0,78 km²).

## Società

### Evoluzione demografica
Secondo il censimento del 2000, c'erano 226 persone, 84 nuclei familiari e 69 famiglie residenti nella città. La densità di popolazione era di 778,8 persone per miglio quadrato (300,9/km²). C'erano 96 unità abitative a una densità media di 330,8 per miglio quadrato (127,8/km²). La composizione etnica della città era formata dal 97,79% di bianchi, lo 0,44% di nativi americani, lo 0,44% di altre razze, e l'1,33% di due o più etnie. Ispanici o latinos di qualunque razza erano il 12,39% della popolazione.
C'erano 84 nuclei familiari di cui il 41,7% aveva figli di età inferiore ai 18 anni, il 66,7% aveva coppie sposate conviventi, l'11,9% aveva un capofamiglia femmina senza marito, e il 16,7% erano non-famiglie. Il 16,7% di tutti i nuclei familiari erano individuali e l'8,3% aveva componenti con un'età di 65 anni o più che vivevano da soli. Il numero di componenti medio di un nucleo familiare era di 2,69 e quello di una famiglia era di 2,96.
La popolazione era composta dal 31,9% di persone sotto i 18 anni, il 4,9% di persone dai 18 ai 24 anni, il 25,2% di persone dai 25 ai 44 anni, il 23,5% di persone dai 45 ai 64 anni, e il 14,6% di persone di 65 anni o più. L'età media era di 37 anni. Per ogni 100 femmine c'erano 94,8 maschi. Per ogni 100 femmine dai 18 anni in giù, c'erano 97,4 maschi.
Il reddito medio di un nucleo familiare era di 36.000 dollari e quello di una famiglia era di 38.750 dollari. I maschi avevano un reddito medio di 36.250 dollari contro i 17.250 dollari delle femmine. Il reddito pro capite era di 17.103 dollari. Circa l'11,5% delle famiglie e il 16,4% della popolazione erano sotto la soglia di povertà, incluso il 30,4% di persone sotto i 18 anni di età.